# والتر زلمایر
والتر زلمایر (آلمانی: Walter Sedlmayr؛ ۶ ژانویهٔ ۱۹۲۶ – ۱۴ ژوئیهٔ ۱۹۹۰) یک هنرپیشه و کارگردان فیلم اهل آلمان بود.
از فیلم‌ها یا برنامه‌های تلویزیونی که وی در آن نقش داشته است می‌توان به ترس روح را می‌خورد و تاجر چهار فصل اشاره کرد.